# Leersia japonica
Leersia japonica är en gräsart som först beskrevs av Masaji Masazi Honda, och fick sitt nu gällande namn av Masaji Masazi Honda. Leersia japonica ingår i släktet vildrissläktet, och familjen gräs. Inga underarter finns listade i Catalogue of Life.

## Bildgalleri

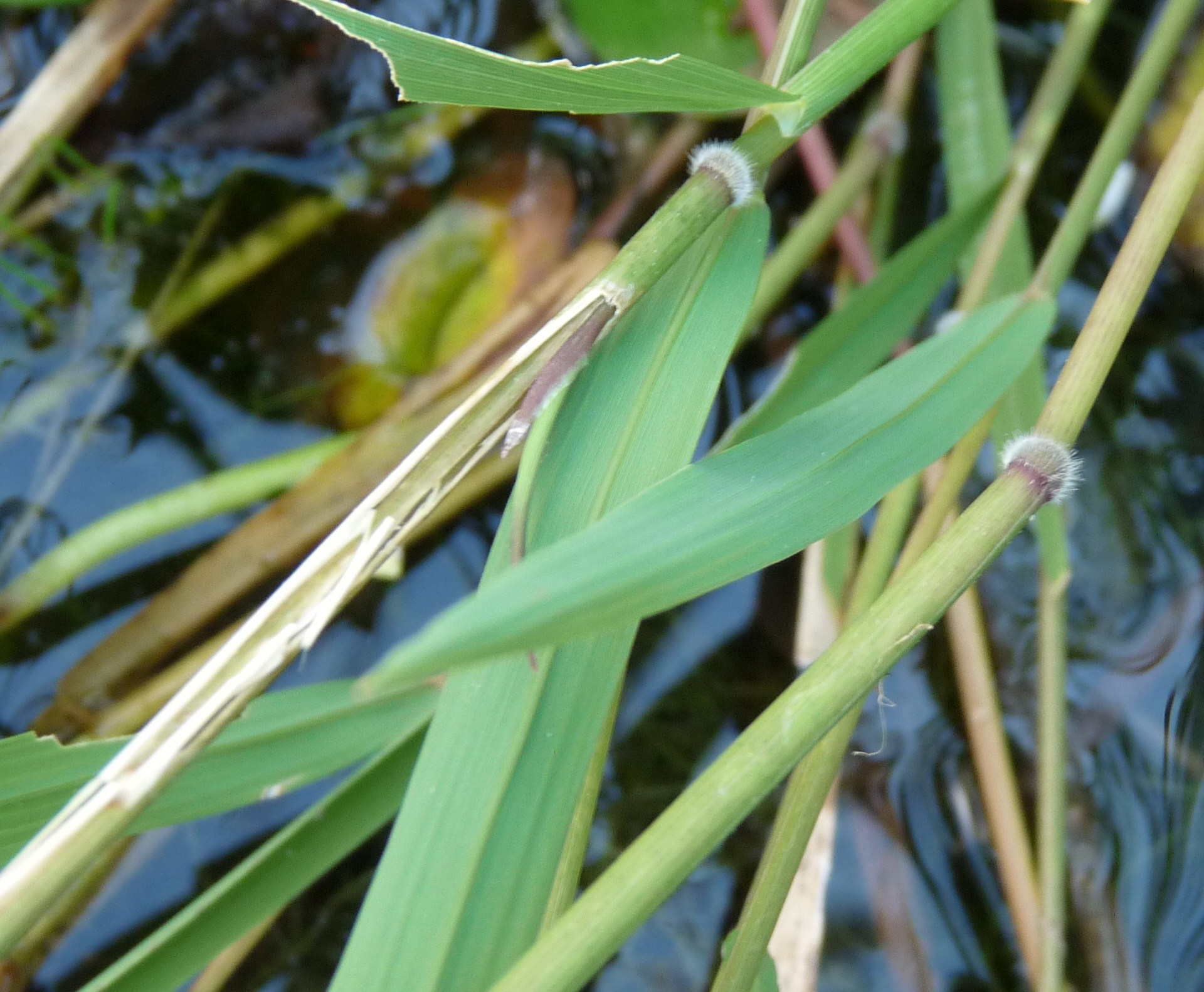